# Konzen
Konzen is een plaats in de Duitse gemeente Monschau, deelstaat Noordrijn-Westfalen, en telt 2428 inwoners (2006).

## Etymologie
De naam "Konzen" stamt van het Latijn: via compendium, wat kortere weg betekent. De naam is gerelateerd aan de aanwezigheid van Romeinse heerbanen. 

## Geschiedenis
Konzen is ouder dan Monschau en de plaats vanwaaruit de stad Monschau (als: Montjoie) werd gesticht. Konzen werd reeds in 888 vermeld. Er was daar sprake van een Karolingische boerderij, waarvan echter niet bekend is wanneer deze gesticht is. Wel is bewoning vastgesteld vanaf de Romeinse tijd, minstens vanaf de 3e of 4e eeuw n.Chr. Toen de Franken in de 5e eeuw binnenvielen, werd de nederzetting verlaten en ontstond er weer bos. Onbewoonde gebieden waren zonder meer in bezit van de vorst, die er een centrum (Königshof) stichtte.
De Sint-Pancratiuskapel, het oudste bouwwerk van de gehele streek, werd in 886 of eerder gebouwd op Romeinse grondvesten. De Sint-Pieterskerk werd omstreeks 1160 gebouwd, en later meermaals vernieuwd.
In 1944, tijdens het Ardennenoffensief, werden vele verwoestingen aangericht, maar er bleven nog een aantal vakwerkboerderijen bestaan. Gezien de eenvoudige bereikbaarheid kwamen in Aken werkende forenzen in Konzen wonen, waardoor het dorp zich aanzienlijk uitbreidde. 

## Bezienswaardigheden
- Sint-Pancratiuskapel, van 9e-eeuwse oorsprong
- Sint-Pieterskerk, oorspronkelijk 1160, laatgotisch in de 15e eeuw, in 1869 na brand herbouwd, in 1949 na oorlogsschade opnieuw herbouwd
- Vakwerkboerderijen

## Natuur en landschap
Konzen ligt in de Eifel, aan de rand van de Hoge Venen, op een hoogte van 543 meter.

## Nabijgelegen kernen
Roetgen, Simmerath, Imgenbroich, Mützenich, Eicherscheid
Stedenregio Aken · Regierungsbezirk Keulen · Noordrijn-Westfalen